# Revilla (Camargo)
Revilla es una localidad del municipio de Camargo (Cantabria, España). La localidad está situada a 9 metros de altitud, y está a una distancia de 2,3 kilómetros de la capital municipal Muriedas. En el año 2020 contaba con una población de 1.772 habitantes censados.
Su ubicación en un cruce de caminos, favoreció desde antaño su crecimiento, que se desarrolla principalmente de forma lineal a lo largo de los ejes viarios. 
Aquí se localiza el yacimiento de La Cuevona, que contiene manifestaciones de arte parietal paleolítico, de tipo grabado inciso. 
Cabe destacar la iglesia de San Miguel de Calva, del siglo XIX, el santuario de la Virgen del Carmen, documentada desde el siglo XVI, y las Escuelas de Revilla, inauguradas en el año 1926 y edificadas sobre un proyecto de Javier González de Riancho.
Su mayor fiesta es la de la noche del Carmen (15 de julio por la noche), donde miles de romeros se acercan de todos los puntos de Cantabria a venerar a la Virgen del Carmen, incluso gente de toda España, venera a la Virgen del Carmen. Revilla fue la primera localidad de Cantabria en venerar a la Virgen del Carmen dado que allá en el siglo XVII llegaba la Ría del Carmen hasta el santuario. Es patrona del Valle de Camargo desde 1913 y se dice que pudo ser la patrona de Cantabria.
Es una fiesta, declarada de interés turístico regional desde 2003, por su devoción y cantidad de fieles que acuden de todas partes de Cantabria y del resto de España.

## Símbolos
- Escudo:Es similar al escudo de la orden de las carmelitas descalzas rodeado por marco y con una corona real abierta.

## Transporte
Carretera
Está comunicado por la carretera nacional N-623 de Santander a Burgos, por la carretera secundaria CA-240 de Maliaño a Puente Arce, la carretera local CA-308 desde Revilla a Peñacastillo y la S-30 que lleva a Bilbao.
Autobús urbano
Por Revilla pasan las líneas de autobús metropolitano Santander-Escobedo-Maoño S-6 y los municipales C-1 y C-2.

## Escuelas
- Agapito Cagiga
- Altamira
- IES Valle de Camargo

## Deportes
El representativo de la localidad es el C. D. Revilla, y  cuenta con numerosos equipos en categorías inferiores de donde salen grandes jugadores. Disputa sus partidos en el campo municipal "El Crucero" de hierba artificial con capacidad para 500 espectadores, donde también se encuentra la sede del equipo y un pequeño bar relacionado con dicha entidad, en el que trabajan directivos del club. Al lado de este existe un pabellón donde se realizan otro tipo de deportes: fútbol sala, balonmano...

## Personas destacadas
- Salvador Gómez (Deportista)
- Juan Francisco Muñoz Melo (Deportista, 243 veces internacional con la selección española, exjugador del Calpisa, Fútbol Club Barcelona y Teka Cantabria)
- Julio de Pablo (Pintor)
- D. Pedro de Calva (Canónigo de la Colegial de Santander)
- D. Juan Antonio Miranda (Militar)
- D. José de Cadelo Escobedo (Canónigo Magistal de Santo Domingo de la Calzada)
- D. José de Escobedo (Abad y Señor de San Clodio de Rivas) Tío del anterior.
- José María Cagiga (1864-1922): escritor de relatos cortos y cuentos costumbristas bajo el seudónimo de José de Revilla y Camargo.[1]
- D. Antonio de la Llana y Montecillo (Sacerdote)
- D. Rufino Ceballos (Pintor)
- D. Francisco de Liermo Pontejos (Caballero de Santiago)
- Fray Antonio de San Miguel (Obispo de Michoacán)
- D. Pedro de Calva Herrera (Notario de la Inquisición de Navarra)
- D. Bernardo de Calva (Alférez de los Reales Ejércitos) Hijo del anterior.
- D. Pedro de la Puente Tolnado (Maestro Arquitecto del siglo XVII)
- D. Agapito de la Cagiga y Aparicio, I conde de Revilla de Camargo
- Maria Álvarez Pontón (Deportista, 2 veces campeona del mundo de raid, 2 veces campeona de Europa)

## Fiestas

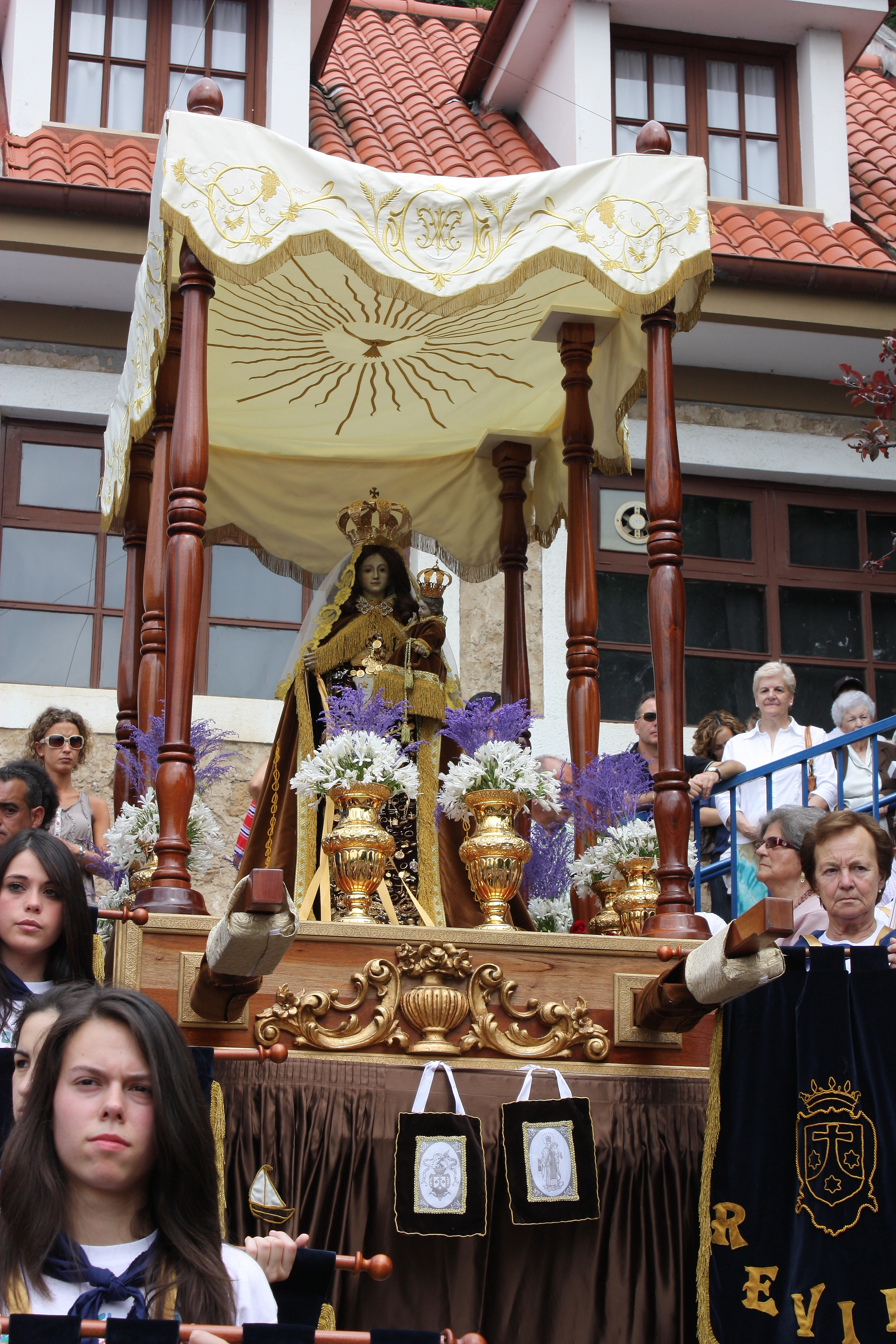
Fiestas del Carmen

- Nuestra Señora del Carmen: (16 de julio), en honor a su patrona la Virgen del Carmen. Es una fiesta en la que se reúnen miles de personas provenientes de todos los puntos de Cantabria y el resto de España para cumplir la promesa o pedir un deseo depositando una vela en el portal de la ermita. También hay diferentes actos, como por ejemplo el baile de los 'picayos' que se hace como agradecimiento y ofrenda a la Virgen del Carmen, la novena, el día infantil, y las conocidas vaquillas. Esta fiesta se remonta a cuando los marineros del Valle de Camargo recorrían la Ría del Carmen hasta donde se emplaza la ermita hoy en día a dar gracias a la Virgen del monte Carmelo desde el siglo XVI

- San Miguel Arcángel: (29 de septiembre), fiesta en honor del otro patrón de la localidad. Se celebra en la parroquia de San Miguel en el barrio La Calva, construida en el siglo XII.